# Valencia de las Torres
Valencia de las Torres – gmina w Hiszpanii, w prowincji Badajoz, w Estramadurze, o powierzchni 210,22 km². W 2011 roku gmina liczyła 673 mieszkańców.